# Ludovico Chigi Albani della Rovere
Fra' Ludovico Chigi Albani della Rovere, VIII principe di Farnese (Ariccia, 10 luglio 1866 – Roma, 14 novembre 1951), è stato un nobile, religioso e militare italiano, 76º principe e Gran Maestro del Sovrano militare ordine di Malta.

## Biografia
Nato ad Ariccia il 10 luglio 1866 da Mario e dalla principessa Antoinette zu Sayn-Wittgenstein-Sayn, Ludovico Chigi della Rovere Albani, principe del Sacro Romano Impero, Principe di Farnese di Campagnano e di Soriano, Duca di Ariccia e di Formello, discende dall'antica famiglia senese dei Chigi, dalla quale ebbe i natali Papa Alessandro VII.
Il Principe Ludovico Chigi conseguì le licenze ginnasiale e liceale presso il Liceo-Ginnasio Ennio Quirino Visconti; fin da piccolo mostrò grande passione per gli studi scientifici, che lo portarono al conseguimento a pieni voti con lode della Laurea in Scienze naturali, nel 1891, con una tesi di anatomia comparata sui vermi marini.
Nel 1893 sposò donna Anna Aldobrandini, figlia di Pietro, principe di Sarsina, e di Françoise Charlotte Victorine Marie de La Rochefoucauld. Dall'unione nacquero due figli:
- Sigismondo, principe del Sacro Romano Impero (12 dicembre 1894 - 24 dicembre 1982);
- Laura Maria Caterina (30 aprile 1898 - 4 novembre 1984).

Donna Anna venne a mancare il 17 settembre 1898. In seguito a ciò Ludovico decise di abbracciare la vocazione religiosa ed entrare nell'Ordine di Malta, di cui divenne cavaliere di giustizia. Come tale pronunziò i tre voti di castità, povertà ed obbedienza, che secondo il diritto canonico facevano di lui un monaco; ciò nonostante continuò a vivere a palazzo Chigi, conducendo una normale vita da signore.Tra il 1876 e il 1885 Gran Priore di Roma dell'Ordine era stato il prozio, il cardinale Flavio Chigi (1810-1885), e aveva quindi conosciuto l'Ordine fin da bambino. Inoltre il suo stesso padre Mario fu, dal 1877 al 1914, il primo presidente dell'associazione dei cavalieri italiani del Sovrano Militare Ordine di Malta.
Il 4 novembre 1914, alla scomparsa del padre Mario, Ludovico Chigi gli successe nei titoli nonché nelle cariche di maresciallo ereditario di Santa Romana Chiesa e guardiano del Conclave, in virtù delle quali partecipò a ben tre elezioni papali. Il principe fu anche nominato componente onorario della Pontificia Accademia delle Scienze e fu il quarto comandante del Corpo militare E.I.-S.M.O.M.
Nel 1916 a causa del dissesto finanziario della sua famiglia, fu costretto a cedere l’intero Palazzo Chigi allo Stato italiano per la somma di quattro milioni di lire, alla quale si aggiungerà nel 1918 la somma di un milione e ottocentomila lire per la cessione degli arredi, dei quadri e della famosa “libraria”. La famiglia si trasferì nel palazzo Chigi di Ariccia
Il 30 maggio 1931 venne eletto 76º Principe e Gran Maestro del Sovrano militare ordine di Malta. Il nuovo principe regnò in anni difficili, durante i quali i cavalieri subirono vasti atti di persecuzione da parte del regime hitleriano, prima in Germania e poi anche negli altri territori occupati dai nazisti.
Dopo la seconda guerra mondiale ampliò la presenza dell'Ordine nel continente americano erigendo poi nel 1951 le associazioni di cavalieri di Perù, Argentina, Cuba e Messico.
Sotto la sua guida l'Ordine conobbe una mobilitazione su larga scala volta ad alleviare le sofferenze delle vittime della guerra, ma, più tardi, diretta anche in favore dei profughi provenienti dall'Europa orientale a causa dell'estendersi del totalitarismo stalinista, evento quest'ultimo che privò l'Ordine di numerose proprietà che aveva sempre posseduto nei paesi ora governati dai regimi comunisti, da cui venne espulso e nei quali i cavalieri autoctoni vennero sistematicamente perseguitati.
Nel 1947 fu nominato presidente di una commissione internazionale che doveva sovrintendere alla ricostruzione dell'abbazia di Montecassino, orribilmente devastata durante il conflitto.
Morì a Roma a causa di un attacco di cuore all'età di 85 anni.
Dopo la sua morte sorse un contrasto con la Santa Sede su quanta indipendenza da essa dovesse avere l'Ordine per cui la carica di Gran Maestro rimase vacante per oltre dieci anni, fino al 1962 quando venne eletto Angelo de Mojana di Cologna; nel 1953 una commissione di tre cardinali aveva sentenziato addirittura che l'Ordine fosse dipendente dal Pontefice sia come ordine religioso che come ente di diritto pubblico, ma papa Giovanni XXIII ribaltò la decisione nel 1961-1962 stabilendo che solo per la parte strettamente religiosa dovesse dipendere dal Vaticano: solo così il Sovrano Ordine elesse un nuovo Gran Maestro ed ebbe una nuova Costituzione (durata fino al 2023).

## Matrimonio e figli
Ludovico Chigi Albani della Rovere sposò a Roma il 5 giugno 1893, la nobildonna Anna Aldobrandini dei principi di Sarsina (8 dicembre 1874 - 17 settembre 1898), dalla quale ebbe i seguenti eredi:
- Sigismondo (1894-1982), sposò a Nemi il 16 luglio 1926 Marian Berry (1901-1989)
- Laura Maria Caterina (1898-1984), sposò ad Ariccia l'11 settembre 1919 Dionigi Grisi Rodoli, conte della Piè (1882-1962)

## Albero genealogico
|                                                              |                                                       |                                                           | Genitori                                                     |  |  | Nonni |  |  | Bisnonni                                                  |  |  | Trisnonni                                                |  |
|                                                              |                                                       |                                                           |                                                              |  |  |       |  |  | Agostino Chigi Albani della Rovere, V principe di Farnese |  |  | Sigismondo Chigi della Rovere, IV principe di Campagnano |  |
|                                                              |                                                       |                                                           |                                                              |  |  |       |  |  | Agostino Chigi Albani della Rovere, V principe di Farnese |  |  | Sigismondo Chigi della Rovere, IV principe di Campagnano |  |
|                                                              |                                                       | Flaminia Odescalchi                                       |                                                              |  |  |       |  |  | Agostino Chigi Albani della Rovere, V principe di Farnese |  |  |                                                          |  |
| Sigismondo Chigi Albani della Rovere, VI principe di Farnese |                                                       |                                                           |                                                              |  |  |       |  |  | Agostino Chigi Albani della Rovere, V principe di Farnese |  |  |                                                          |  |
|                                                              |                                                       | Amalia Carlotta Barberini Colonna di Sciarra              | Carlo Barberini Colonna di Sciarra, V principe di Palestrina |  |  |       |  |  |                                                           |  |  |                                                          |  |
|                                                              |                                                       | Amalia Carlotta Barberini Colonna di Sciarra              | Carlo Barberini Colonna di Sciarra, V principe di Palestrina |  |  |       |  |  |                                                           |  |  |                                                          |  |
|                                                              |                                                       | Amalia Carlotta Barberini Colonna di Sciarra              | Giustina Borromeo Arese                                      |  |  |       |  |  |                                                           |  |  |                                                          |  |
| Mario Chigi Albani della Rovere, VII principe di Farnese     |                                                       | Amalia Carlotta Barberini Colonna di Sciarra              |                                                              |  |  |       |  |  |                                                           |  |  |                                                          |  |
|                                                              |                                                       | Luigi Doria Pamphilj Landi, X principe di Melfi           | Giovanni Andrea Doria Pamphilj Landi, IX principe di Melfi   |  |  |       |  |  |                                                           |  |  |                                                          |  |
|                                                              |                                                       | Luigi Doria Pamphilj Landi, X principe di Melfi           | Giovanni Andrea Doria Pamphilj Landi, IX principe di Melfi   |  |  |       |  |  |                                                           |  |  |                                                          |  |
|                                                              |                                                       | Luigi Doria Pamphilj Landi, X principe di Melfi           | Leopolda di Savoia-Carignano                                 |  |  |       |  |  |                                                           |  |  |                                                          |  |
| Leopoldina Doria Pamphilj Landi                              |                                                       | Luigi Doria Pamphilj Landi, X principe di Melfi           |                                                              |  |  |       |  |  |                                                           |  |  |                                                          |  |
|                                                              |                                                       | Teresa Orsini                                             | Domenico Orsini, principe di Solofra                         |  |  |       |  |  |                                                           |  |  |                                                          |  |
|                                                              |                                                       | Teresa Orsini                                             | Domenico Orsini, principe di Solofra                         |  |  |       |  |  |                                                           |  |  |                                                          |  |
|                                                              |                                                       | Teresa Orsini                                             | Faustina Caracciolo                                          |  |  |       |  |  |                                                           |  |  |                                                          |  |
| Ludovico Chigi Albani della Rovere, VIII principe di Farnese |                                                       | Teresa Orsini                                             |                                                              |  |  |       |  |  |                                                           |  |  |                                                          |  |
|                                                              | Ludovico Adolfo Pietro di Sayn-Wittgenstein-Berleburg | Cristiano Luigi Casimiro di Sayn-Wittgenstein-Ludwigsburg |                                                              |  |  |       |  |  |                                                           |  |  |                                                          |  |
|                                                              | Ludovico Adolfo Pietro di Sayn-Wittgenstein-Berleburg | Cristiano Luigi Casimiro di Sayn-Wittgenstein-Ludwigsburg |                                                              |  |  |       |  |  |                                                           |  |  |                                                          |  |
|                                                              | Ludovico Adolfo Pietro di Sayn-Wittgenstein-Berleburg | Amalie Ludowika Finck von Finckenstein                    |                                                              |  |  |       |  |  |                                                           |  |  |                                                          |  |
| Ludovico Adolfo Federico di Sayn-Wittgenstein-Berleburg      | Ludovico Adolfo Pietro di Sayn-Wittgenstein-Berleburg |                                                           |                                                              |  |  |       |  |  |                                                           |  |  |                                                          |  |
|                                                              |                                                       | Antonia Cäcilia Snarska                                   | Stanislaw Snarski                                            |  |  |       |  |  |                                                           |  |  |                                                          |  |
|                                                              |                                                       | Antonia Cäcilia Snarska                                   | Stanislaw Snarski                                            |  |  |       |  |  |                                                           |  |  |                                                          |  |
|                                                              |                                                       | Antonia Cäcilia Snarska                                   | Kazimiera Swolinska                                          |  |  |       |  |  |                                                           |  |  |                                                          |  |
| Antonietta di Sayn-Wittgenstein-Berleburg                    |                                                       | Antonia Cäcilia Snarska                                   |                                                              |  |  |       |  |  |                                                           |  |  |                                                          |  |
|                                                              |                                                       | Ivan Ivanovič Barjatinskij                                | Ivan Sergeevič Barjatinskij                                  |  |  |       |  |  |                                                           |  |  |                                                          |  |
|                                                              |                                                       | Ivan Ivanovič Barjatinskij                                | Ivan Sergeevič Barjatinskij                                  |  |  |       |  |  |                                                           |  |  |                                                          |  |
|                                                              |                                                       | Ivan Ivanovič Barjatinskij                                | Caterina di Schleswig-Holstein-Sonderburg-Beck               |  |  |       |  |  |                                                           |  |  |                                                          |  |
| Leonilla Ivanovna Barjatinskaja                              |                                                       | Ivan Ivanovič Barjatinskij                                |                                                              |  |  |       |  |  |                                                           |  |  |                                                          |  |
|                                                              |                                                       | Marie Wilhelmina Keller                                   | Christoph Keller                                             |  |  |       |  |  |                                                           |  |  |                                                          |  |
|                                                              |                                                       | Marie Wilhelmina Keller                                   | Christoph Keller                                             |  |  |       |  |  |                                                           |  |  |                                                          |  |
|                                                              |                                                       | Marie Wilhelmina Keller                                   | Amalia Louise zu Sayn-Wittgenstein-Berleburg                 |  |  |       |  |  |                                                           |  |  |                                                          |  |
|                                                              |                                                       | Marie Wilhelmina Keller                                   |                                                              |  |  |       |  |  |                                                           |  |  |                                                          |  |